# Wendy Kaplan
Wendy Kaplan (Yonkers, Nueva York, 19 de febrero de 1966) es una actriz estadounidense. También es conocida como Wendy Foxworth.

## Carrera
Wendy Kaplan actuó en películas, series de televisión y en teatro. En 1989 actuó en la película de terror  Halloween 5 en el papel de Tina Williams. En 1990 interpretó a Marilyn Wilson en la película de televisión Summer Dreams: The Story of the Beach Boys. De 1994 a 1995 actuó en la telenovela americana The Guiding Light. También actuó en la película Blood Deep (2005). También ha aparecido en distintos anuncios de televisión para varios productos.

## Filmografía

### Películas
- Blood Deep (2005) .... Mamá de Katie
- Summer Dreams: The Story of the Beach Boys (1990) .... Marilyn Wilson
- Halloween 5 (1989) .... Tina Williams
- Police Story: Monster Manor (1988) .... Laurie Lee

### Series de televisión
- The Guiding Light .... Eleni Andros Spaulding Cooper #2 (1994-1995)
- Alien Nation .... Beth Meadows (1 episodio: Fountain of youth, 1989)
- Live-In (1 episodio: It Takes Two to Tutor, 1989)
- My Two Dads .... Karen Spielhaus (1 episodio: The artful Dodger, 1987)

- Datos: Q7982682